# Kameničky
Kameničky (en allemand : Kamenitschek) est une commune du district de Chrudim, dans la région de Pardubice, en République tchèque. Sa population s'élevait à 792 habitants en 2022.

## Géographie
Kameničky se trouve à 6 km au sud-est du centre de Hlinsko, à 28 km au sud-est de Chrudim, à 37 km au sud-sud-est de Pardubice et à 117 km à l'est-sud-est de Prague.
La commune est limitée par Dědová au nord, par Krouna à l'est, par Řepníky à l'est, par Chlumětín au sud-est, par Vortová au sud et par Jeníkov à l'ouest.

## Histoire
La première mention écrite de la localité date de 1350.

## Administration
La commune se compose de deux sections : 
- Filipov
- Kameničky

## Galerie

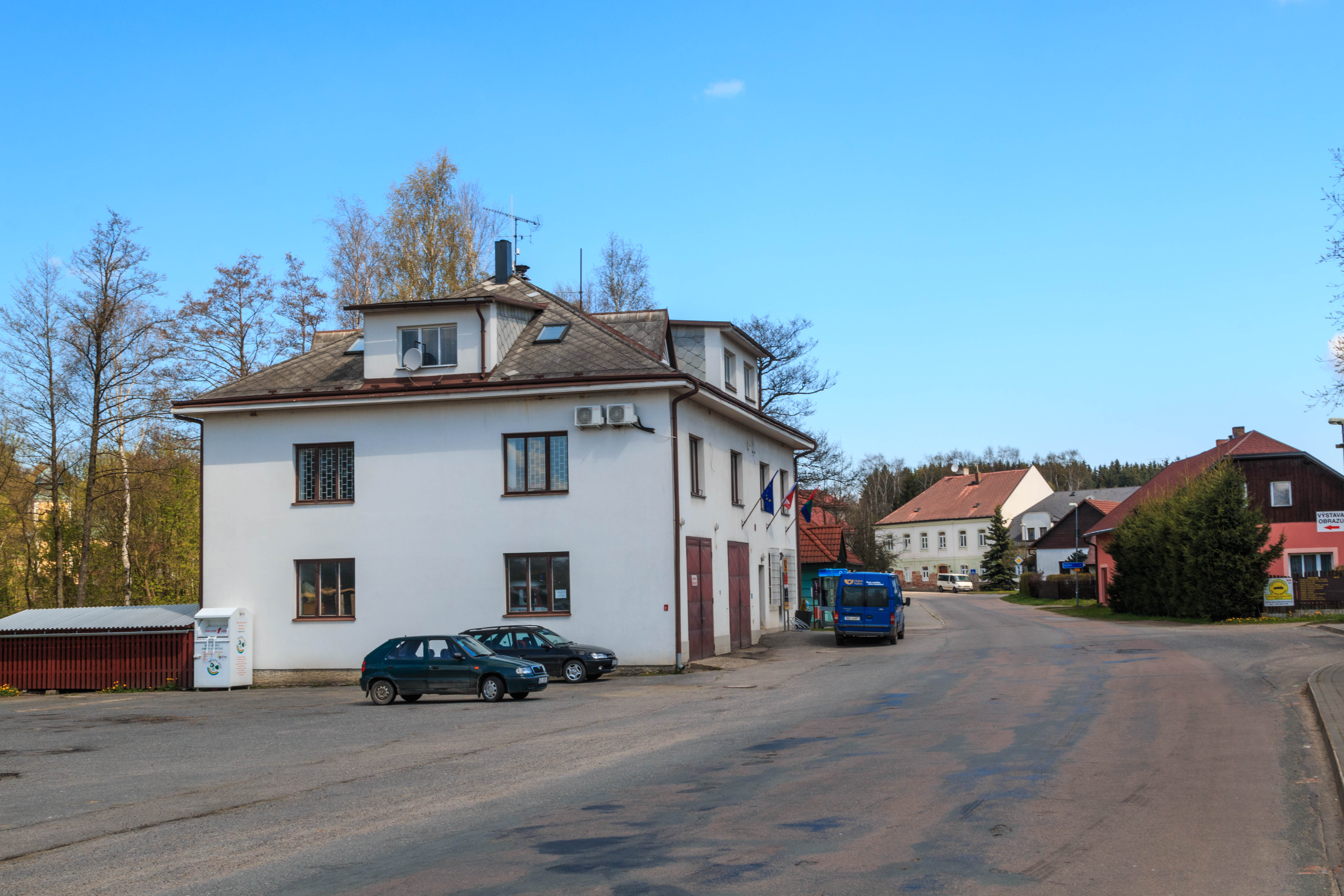
Kameničky : la mairie.
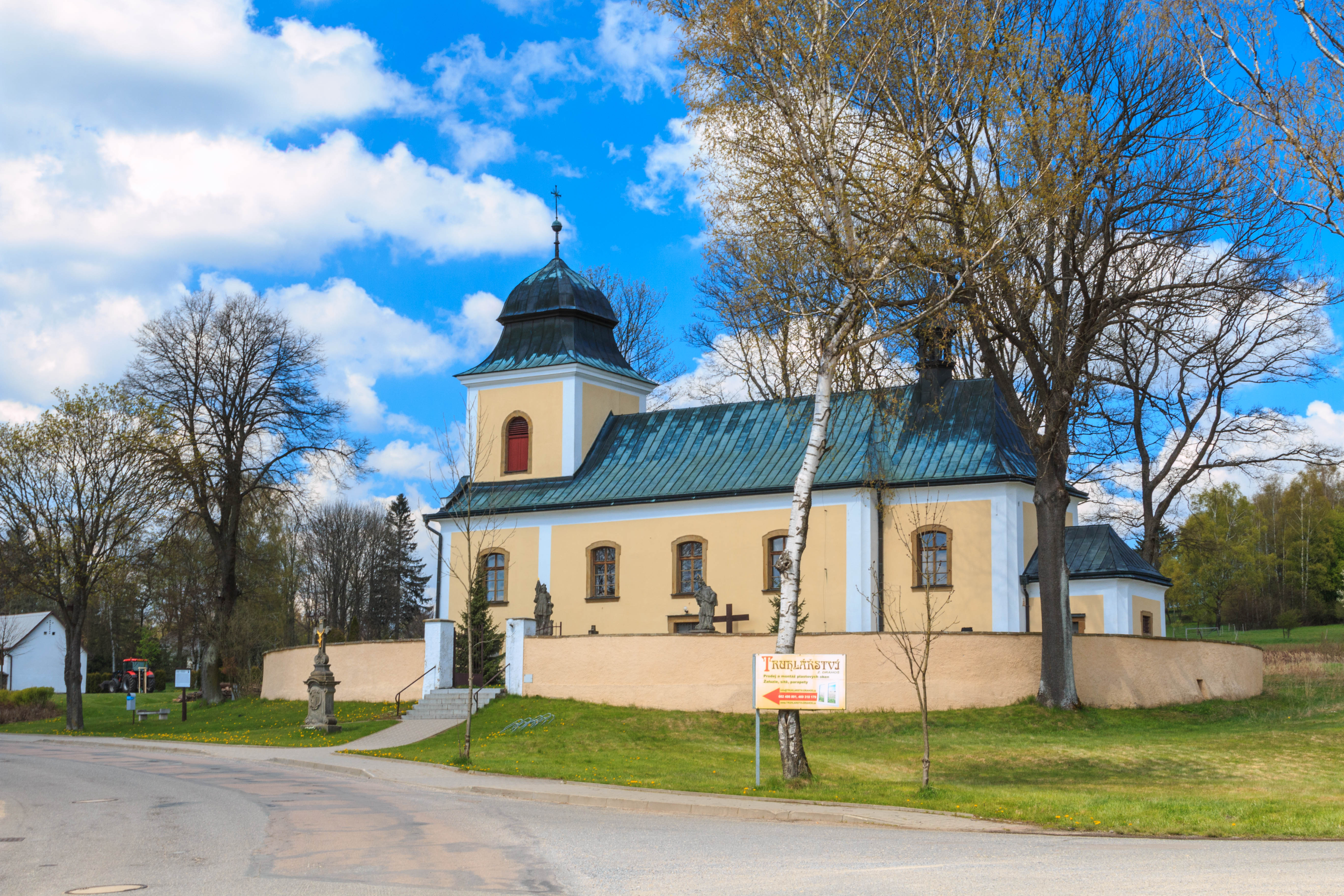
Église de la Sainte-Trinité.
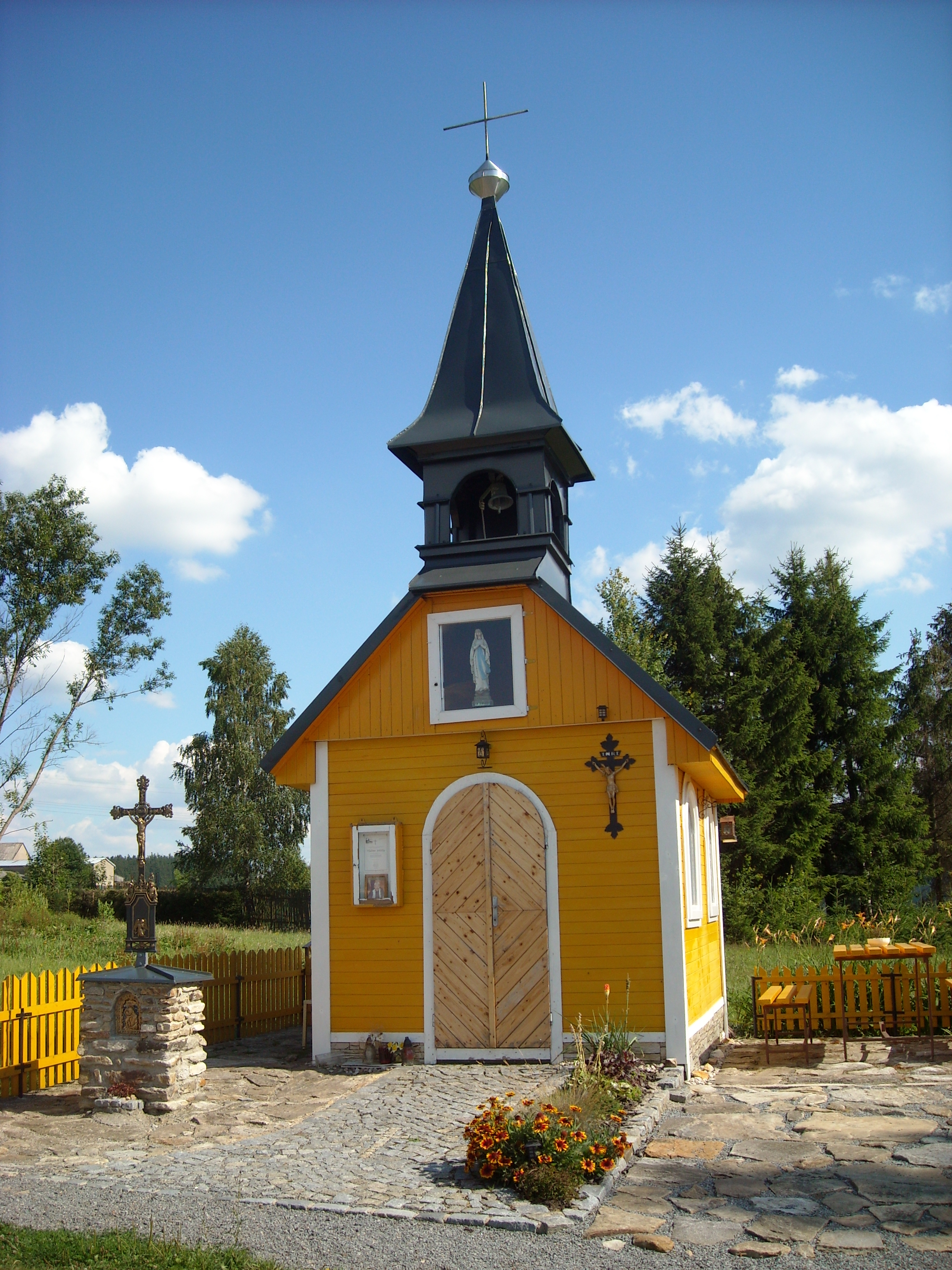
Chapelle à Filipov.

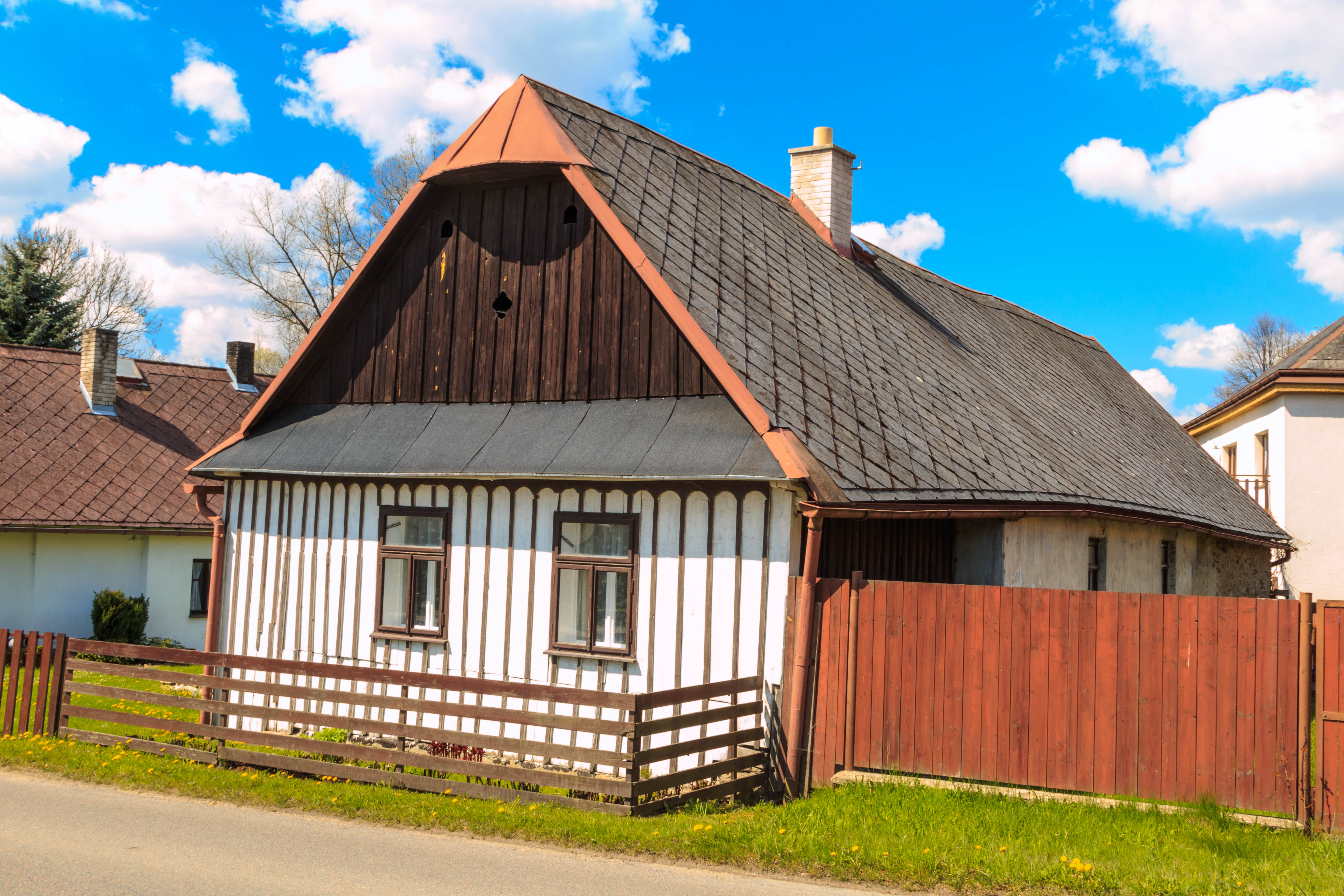
Architecture traditionnelle.
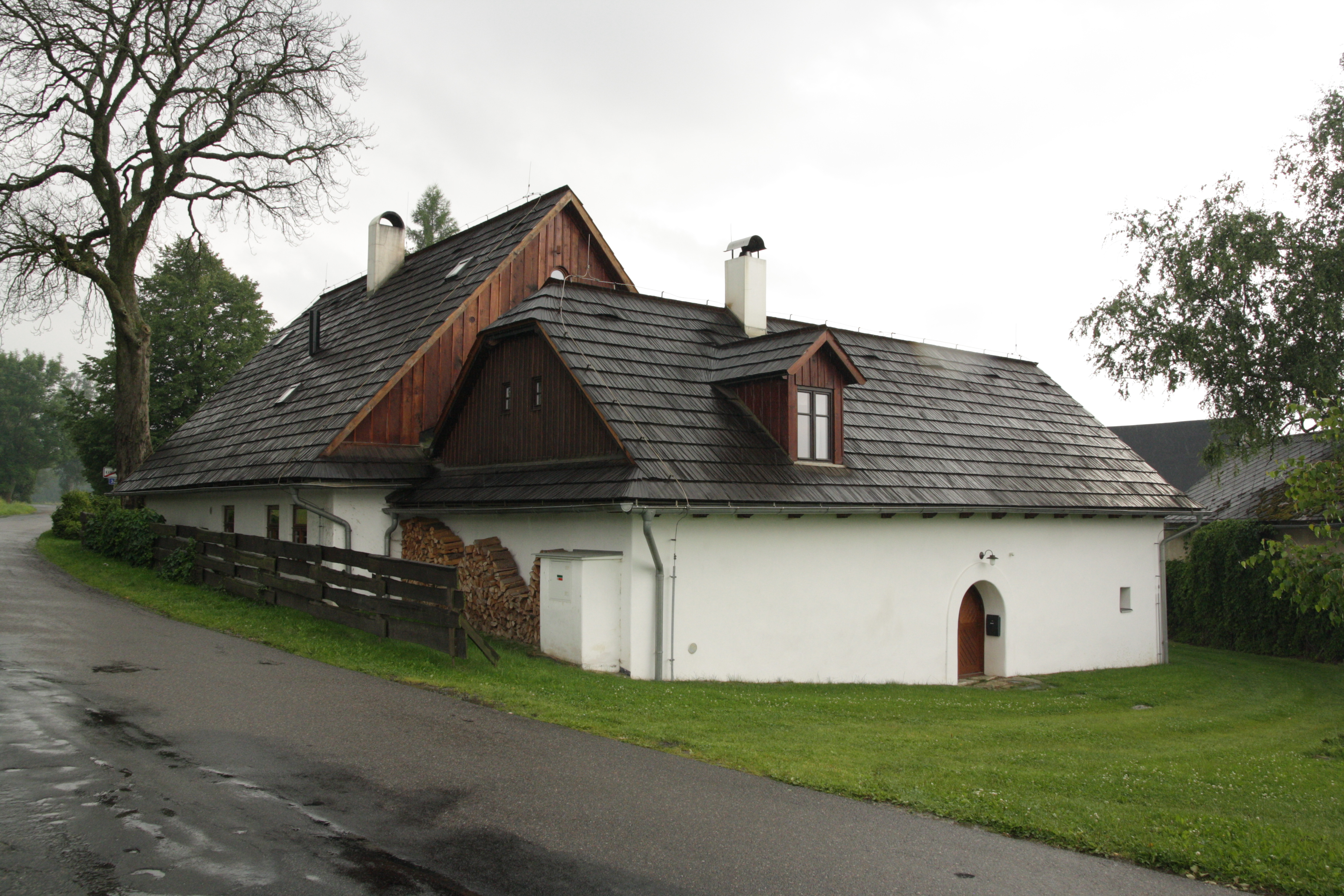
Ancienne ferme.

## Transports
Par la route, Kameničky se trouve à 7 km de Hlinsko, à 36 km de Chrudim, à 46 km de Pardubice et à 149 km de Prague. 